# Ramp met de Tay Bridge

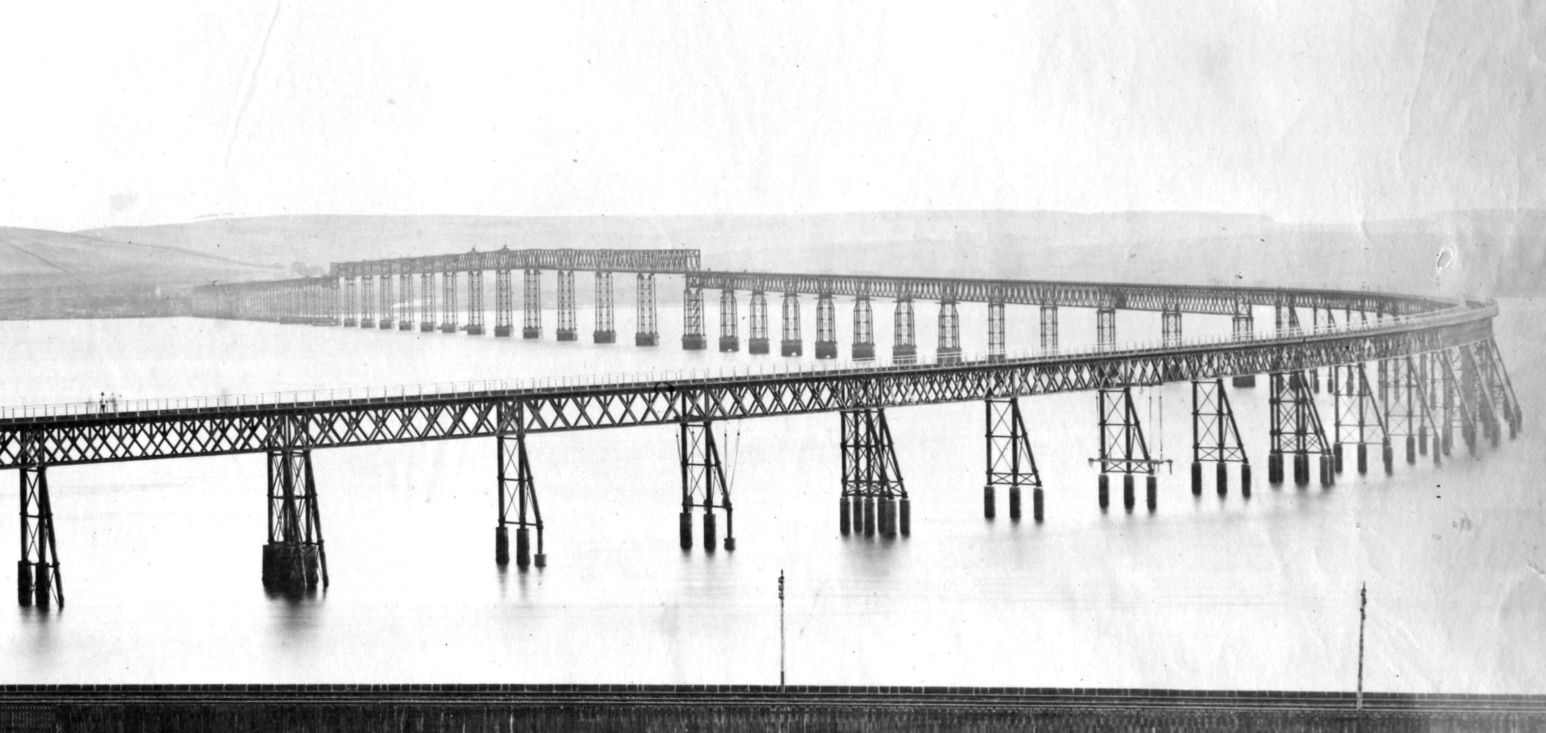
De brug kort na de opening

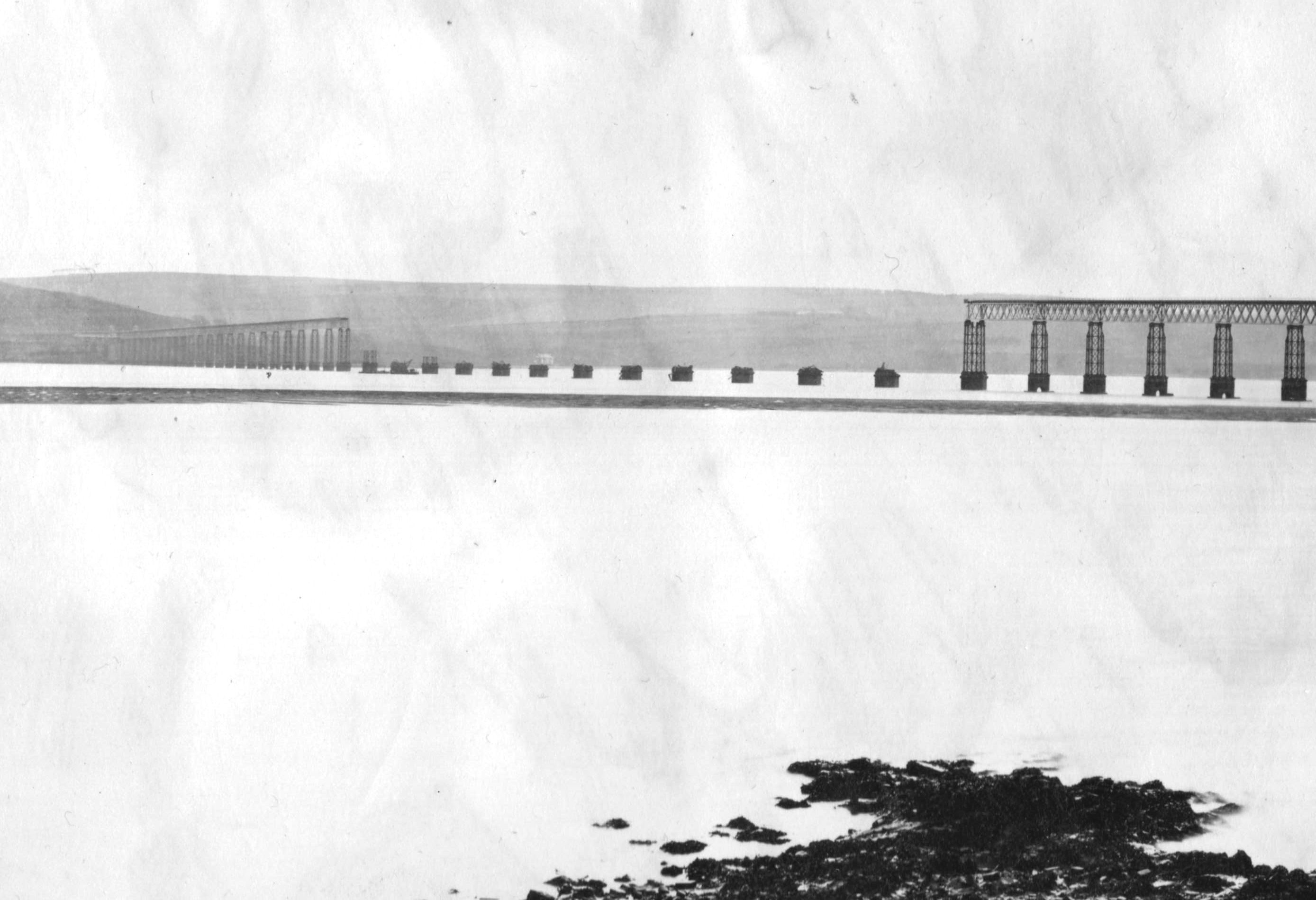
De brug na de ramp, met de ingestorte middendelen

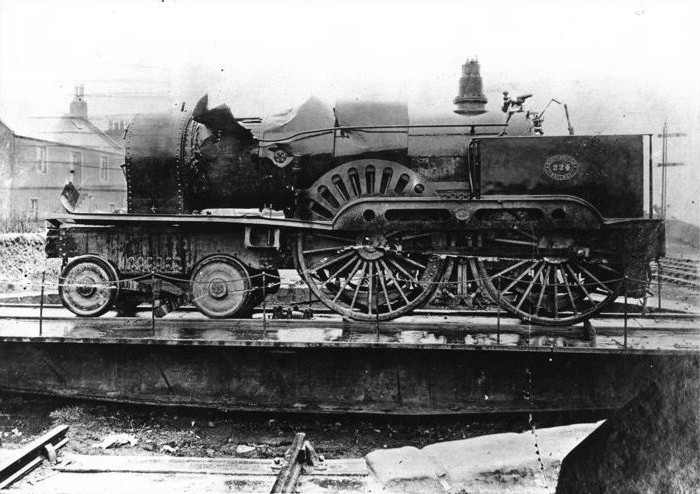
De locomotief nadat deze geborgen was

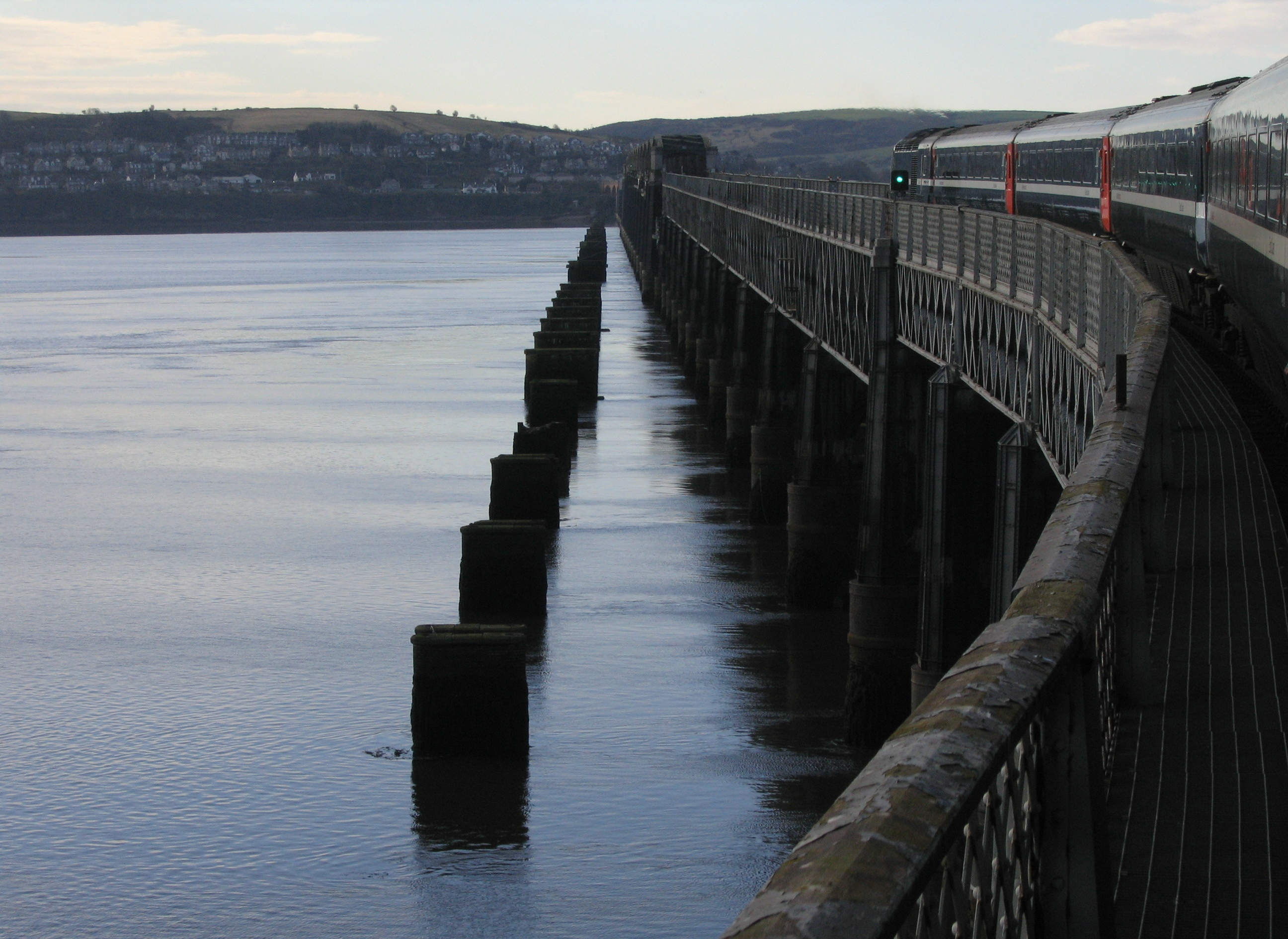
De huidige brug, met daarnaast de restanten van de eerste brug

De Ramp met de Tay Bridge was een groot ongeval dat plaatsvond op 28 december 1879, toen de Tay Rail Bridge, een spoorbrug over de Firth of Tay bij Dundee in Schotland in een zware storm instortte tijdens het passeren van een trein. Hierbij vielen circa 75 slachtoffers.

## Het ontwerp en de bouw
Uit het onderzoek dat na de ramp werd ingesteld kwam een aantal ernstige tekortkomingen naar voren. Bij het ontwerp van de brug was uitgegaan van de aanwezigheid van een solide rotsbodem. Dit bleek, bij de aanvang van de bouw, niet het geval te zijn. In feite had de brug geheel opnieuw ontworpen moeten worden, maar de ontwerper en aannemer Thomas Bouch wenste de geplande constructie met in caissons gemetselde funderingspijlers te handhaven. In een gewijzigd ontwerp koos men voor een constructie met minder pijlers en dienovereenkomstig langere brugdelen. Om het gewicht per pijler te beperken koos Bouch voor een lichte constructie van de gietijzeren pijlerdelen (boven water). Met name op de kruisschoren was bezuinigd. Ook was bij het ontwerp onvoldoende rekening gehouden met windbelasting. Voorts bleek het gietijzerwerk deels van zeer slechte kwaliteit te zijn: gaten in het gietijzer waren opgevuld met vulmiddel. Tevens bleek het onderhoud gebrekkig: reeds enkele maanden na de opening bleken delen van de constructie zich te hebben "losgewerkt". Nochtans werd de brug door de "Board of Trade" op 1 juni 1878 voor het verkeer vrijgegeven. De inspecteur (zoals destijds gebruikelijk een genie-officier) merkte daarbij op dat hij "gaarne in de gelegenheid zou worden gesteld de effecten te bestuderen van een harde wind bij het passeren van een trein" doch dit werd niet opgevolgd. Bouch werd door koningin Victoria in de adelstand verheven.

## De ramp
Op de avond van de ramp woedde er een zware storm (later geschat op 10 tot 11 Beaufort) dwars op de brug. De trein naar Dundee stopte om 19.13 bij het seinhuis aan de zuidelijke oprit om toestemming tot verder rijden te verkrijgen. De seinhuiswachter zag de trein vertrekken; drie minuten later werd een lichtflits ter plekke van het hoogste deel van de brug waargenomen. Even later bleek de verbinding met het seinhuis bij de noordelijke oprit verbroken te zijn. Na enige tijd kwam vast te staan dat niet alleen de brug was ingestort, maar dat ook de trein vergaan was.
Het aantal slachtoffers kon niet exact worden vastgesteld; aangenomen wordt dat circa 75 personen om het leven zijn gekomen.

## De conclusies van het onderzoek
De onderzoekscommissie bereikte geen eensluidend oordeel. Men was het wel eens over een groot aantal zaken (hierboven genoemd) die tot de ramp hadden bijgedragen, doch had geen overeenstemming over de exacte toedracht van het ongeval.
Ook over de vraag in welke mate aannemer Bouch (civielrechtelijk) aansprakelijk was verschilde de commissie van mening. De aan Bouch verstrekte opdracht tot bouw van de brug over de Firth of Forth werd ingetrokken. Hij overleed in oktober 1880.

## De nieuwe brug
Enkele jaren later werd een nieuwe brug gebouwd vlak bij de restanten van de eerste brug. Deze brug werd in 1887 opengesteld, en is nog steeds in gebruik. Van de eerste brug zijn de gemetselde pijlers nog zichtbaar.